# Vireo caribaeus
Vireo caribaeus là một loài chim trong họ Vireonidae.